# Общины Греции
Общины или муниципалитеты — димы (греч. δήμος, [ди́мос]) являются третьим уровнем административного деления в Греции. 
До 2011 года выделялись городские общины (димы — греч. δήμος, [ди́мос]) и сельские общины (кинотиты — греч. κοινότητα, [кино́тита]). Они входили в состав номов и являлись ячейками местного самоуправления. Состояли из чётко обозначенных местных районов, центрами которых обычно являлись город, посёлок или деревня (группа поселений). По программе «Калликратис» с 1 января 2011 года Греция была разделена на периферии и периферийные единицы. Последние в основном совпадают с бывшими номами. Эти периферии и стали включать общины.
В Греции 322 общины по состоянию на 2022 год.